# Kočice
Kočice – wieś w Słowenii, w gminie Žetale. W 2018 roku liczyła 238 mieszkańców.